# Георгиос Маврос
Георгиос Маврос (на гръцки: Γεώργιος Μαύρος) е гръцки юрист и политик, заемал редица правителствени постове, включително вицепремиер и министър на външните работи на Гърция в кабинета на националното единство през 1974 г.

## Биография
Георгиос Маврос е роден на додеканезкия остров Кастелоризо (Мегисти). Завършва право в Атинския университет, където през 1936 г. защитава докторат. Преподава в същия университет от 1937 до 1942 г. През Итало-гръцката война (1940 – 1941) служи на Албанския фронт.
След Втората световна война влиза в политиката и е избиран за депутат от венизелистки или центристки партии във всички парламенти, с изключение на този от 1952 – 1956. Министър на правосъдието (1945), на образованието (1946), на икономиката, търговията и промишлеността (1949), на финансите (1951), на отбраната (1952) и на координацията на икономиката (1963 – 1964).
Става управител на Националната банка на Гърция (юни 1964 – юни 1966) и по негова инициатива се създава културната фондация към тази банка.
По време на военната диктатура неколкократно е арестуван, поставян под домашен арест и заточаван. След възстановяването на демокрацията през 1974 г. Маврос е заместник министър-председател и министър на външните работи в правителството на националното единство, оглавено от Константин Караманлис (юли-октомври 1974)..
Оглавява собствена партия Съюз на центъра - Нови сили, която на изборите през ноември 1974 г. печели около 20 % от гласовете и остава в опозиция. На следващите избори през 1977 г. неговият Съюз на демократическия център печели само 12 %. Георгиос Маврос подава оставка като партиен лидер и става независим депутат. На изборите през 1981 г. е избран за народен представител като част от листата на ПАСОК, а през 1984 г. става евродепутат. Определя се като „независим депутат от центъра, сътрудничащ с ПАСОК“. През 1989 г. скъсва формално с парламентарната група на ПАСОК. Умира през 1995 г.